# The Women
Pour le film de George Cukor, voir Femmes (film, 1939).
Pour plus de détails, voir Fiche technique et Distribution.
The Women (ou Femmes au Québec) est une comédie américaine écrite et réalisée par Diane English, sortie en 2008. Le scénario est une version actualisée de Femmes de George Cukor, datant de 1939 et lui-même adapté de la pièce de Clare Boothe Luce.

## Synopsis
Mary est mariée à Stephen Haines, un homme d'affaires new-yorkais. Fidèle à son époux et mère d'une fillette, elle est entourée d'« amies », dont Sylvia Fowler, la comtesse DeLave, et Miriam Aarons, qui savent quelque chose qu'elle ignore : son mari la trompe avec Crystal Allen, une vendeuse arriviste…

## Fiche technique
- Titre original : The Women
- Réalisation : Diane English
- Scénario : Diane English, d'après Clare Boothe Luce
- Décors : Jane Musky
- Chef opérateur : Anastas N. Michos
- Montage : Tia Nolan
- Musique : Mark Isham
- Production : Diane English, Mick Jagger, Bill Johnson et Victoria Pearman
- Sociétés de production : Inferno, Jagged Films, Shukovsky English Entertainment
- Distribution : Picturehouse
- Pays :  États-Unis
- Genre : comédie
- Durée : 114 minutes
- Dates de sortie :
  - États-Unis : 12 septembre 2008
  - France : 3 juin 2009

## Distribution

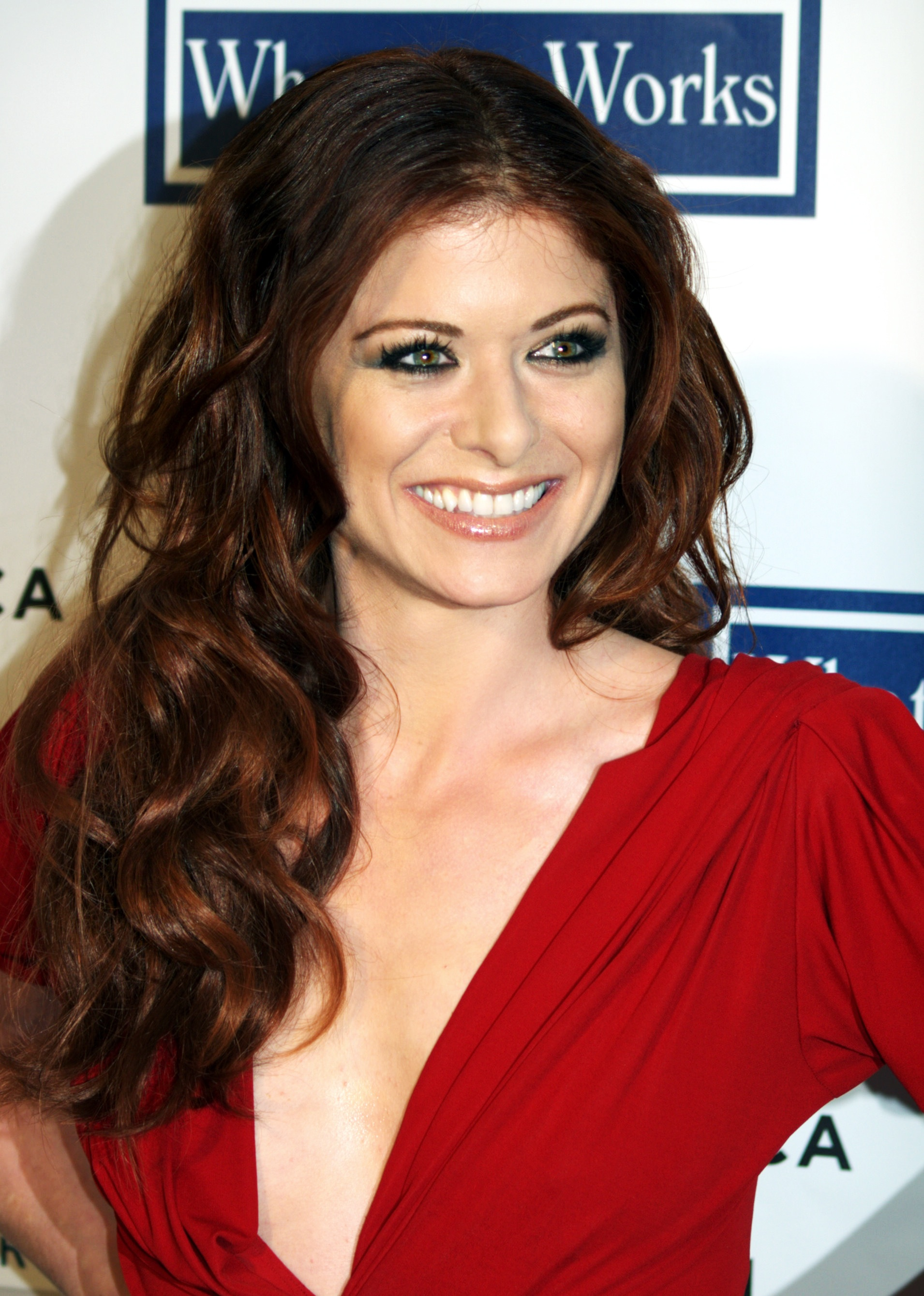
L'actrice Debra Messing au Tribeca Film Festival 2009.

- Meg Ryan (VQ : Natalie Hamel-Roy) : Mary Haines
- Annette Bening (VQ : Marie-Andrée Corneille) : Sylvie Fowler
- Eva Mendes (VQ : Isabelle Leyrolles) : Crystal Allen
- Debra Messing (VQ : Marika Lhoumeau) :  Edie Cohen
- Jada Pinkett Smith (VQ : Camille Cyr-Desmarais) : Alex Fisher
- Candice Bergen (VQ : Madeleine Arsenault) : Catherine Frazier
- Cloris Leachman (VQ : Élizabeth Chouvalidzé) : Maggie
- Bette Midler (VQ : Anne Caron) : Leah Miller
- Carrie Fisher : Bailey Smith
- Debi Mazar (VQ : Valérie Gagné) : Tanya
- Ana Gasteyer : Pat
- Lynn Whitfield : Glenda Hill
- Joanna Gleason : Barbara Delacorte
- Keegan Connor Tracy : Dolly Dupuyster
- India Ennenga (VQ : Laetitia Isambert-Denis) : Molly Haines
- Natasha Alam : Natasha
- Tilly Scott Pedersen : Uta

## Distinctions
Les cinq actrices principales ont été nommées collectivement pour le Prix de la pire actrice aux Razzie Awards 2008.